# ضباب

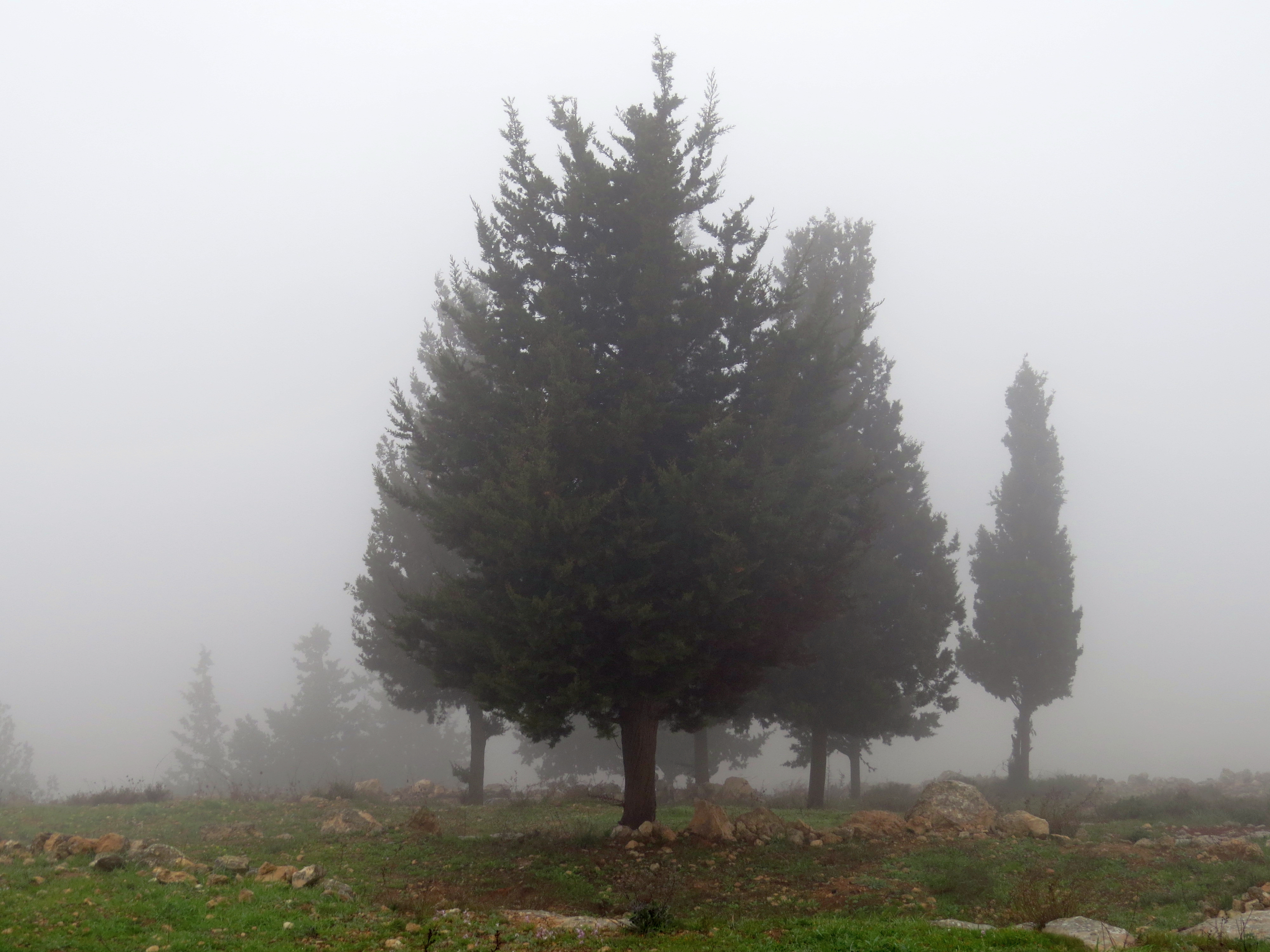
ضباب في بلدة السموع ، فلسطين

الضباب أو الشَّبُّورة ظاهرة طبيعية من سحاب منخفض قريب من سطح الأرض. وغالبًا ما تكون هذه السحب من نوع الرهل، هو قطرات مائية عالية في الهواء ويحدث نتيجة تكاثف بخار الماء قرب سطح الأرض ويساعد على تكوين الغبار والدخان والشوائب المختلفة في الجو حيث يعلق عليها البخار.
تختلف درجة البخار باختلاف كثافته حيث كلما زادت كثافة البخار كان الضباب أشد كثافة. يُعَرّف الضباب بأنه سحابة تقلّل من الوضوح إلى أقل من 1 كم.

## أنواع الضباب
- ضباب اليابسة : يحدث فوق اليابسة نتيجة فقدان سطح الأرض لحرارته ووجود الرطوبة في الجو.
- ضباب الوديان : يحدث في الوديان نتيجة هبوب الرياح الباردة من أعلى الجبال إلى الوديان.
- ضباب البحار : ويتشكل نتيجة هبوب تيارات بحرية دافئة إلى مناطق باردة وممكن أن ينتقل هذا الضباب إلى البر مسافات كبيرة والضباب يشكل خطرًا حقيقيًا على السلامة العامة حيث يزيد من الحوادث المرورية نتيجة انخفاض الرؤية أثناء حدوثه وخاصة الكثيف منه.

### ضباب التأفق
أو كما يعرف أحياناً بضباب الانتقال الأفقي، وهو الضباب الناتج عن حركة أفقية لهواء حار رطب فوق سطح أبرد منه_ يابس أو بحر- بحيث تكون درجة حرارة السطح الأبرد أقل من نقطة ندى الهواء المتحرك فوقه، ومن الأمثلة عن هذا النوع من الضباب، ذلك الضباب الذي يتشكل في مناطق التقاء التيارات البحرية الحارة بالتيارات البحرية الباردة, كما في سواحل كندا الشرقية حيث يتلاقى تيار الخليج الحار القادم من خليج المكسيك مع تيار لابرادور البارد القادم من العروض العليا الشديدة البرودة.

### ضباب البحر

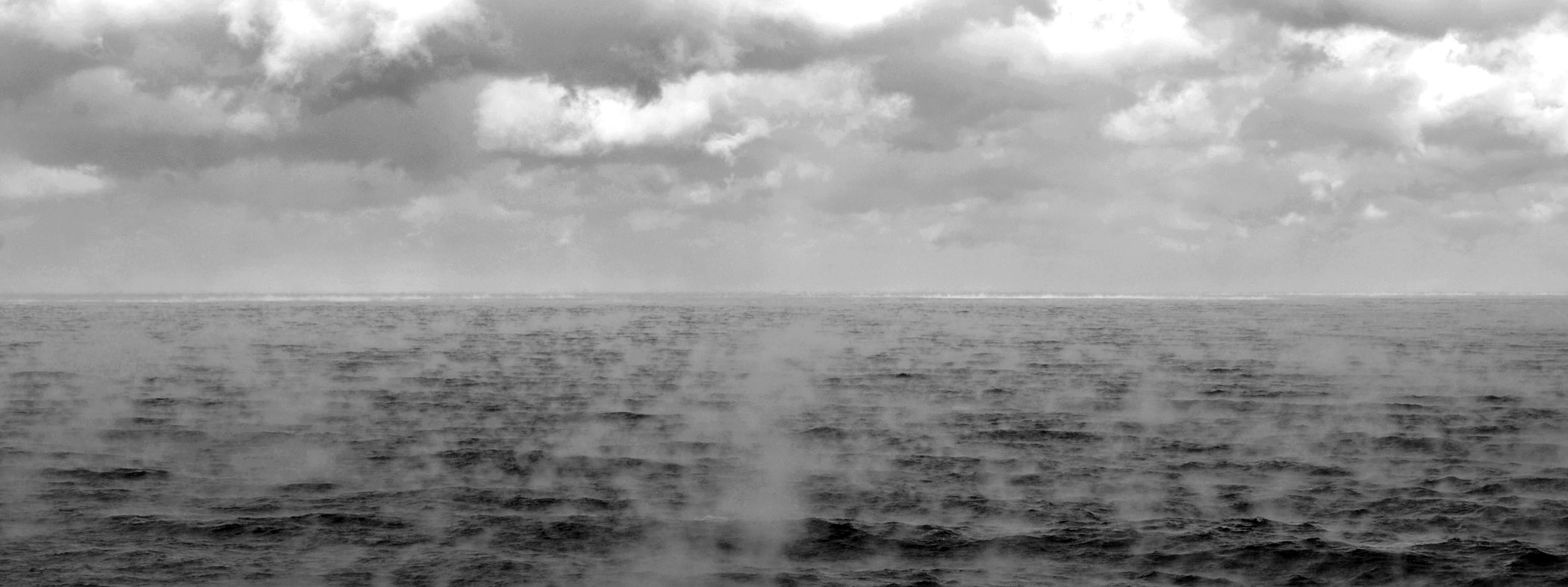
دخان البحر على المحيط الأطلسي

ضباب البحر (أو دخان البحر المتجمد الشمالي) هو شكل من أشكال الضباب الذي يتشكل شتاءً فوق البحار الدافئة نسبيًا من المناطق القطبية الشمالية، ويتشكل هذا الضباب عندما يتحرك هواء بارد (هواء متجمد شمالي CA) فوق المسطحات المائية الأدفأ، حيث يحدث عندها تكاثف لبخار الماء المتصاعد من المياه الدافئة بالقرب من سطح البحر على هيئة دخان, ويتطلب حدوث ذلك أن يكون هناك فارق في درجة الحرارة لا يقل عن 15 درجة مئوية، بين حرارة الهواء القاري البارد وحرارة مياه البحر الأحر، ويعتمد ضباب البحر في تشكله على إضافة بخار الماء إلى الهواء البارد غير المشبع حتى يصل إلى درجة التشبع وما فوق ذلك.
يعتمد التبخر من سطح الماء المكشوف على ضغط البخار. وإذا كانت درجة حرارة المياه أكبر من درجة حرارة الهواء القريب، يستمر التبخر بشكل أسرع من امتصاص الهواء لبخار الماء، على الرغم من أن الرطوبة النسبية للهواء البارد تبلغ نسبتها 100%. يتبخر ذلك فورًا ويتكثف من جديد كضباب مرئي، يرتفع في التيارات الحرارية. وإذا تحركت الرياح فوق مناطق باردة متجمدة مثل القطب الشمالي وشقوق الجليد التي ينكشف منها الماء النقي، يتبخر الماء إلى أعلى في الهواء، منتجًا الضباب.
ولا تشمل الظروف المطلوبة لتكون مثل ذلك الضباب انخفاض درجة حرارة السطح فقط، ولكنها تشمل أيضًا انعكاس درجة حرارة المياه السطحية لمنع التطور السريع لعدم الاستقرار.

### ضباب الوادي
ضباب الوادي هو الضباب الذي يتكون نتيجة تراكم الهواء البارد -الهابط من على المنحدرات الجبلية- في بطون الأودية والأحواض الجبلبة أثناء الليالي الصحوة، وذلك في حال كون الأودية والأحواض رطبة، وتزداد كثافة هذا النوع من الضباب إذا كانت الظروف مواتية لتشكل ضباب اشعاعي.

### ضباب جبهي
الضباب الجبهي هو الضباب المصاحب للمنخفضات الجوية الجبهية، ويمكن أن يتشكل هذا الضباب في مقدمة الجبهة الحارة عندما يهطل المطر من الهواء الحار في الأعلى إلى الهواء البارد في الأسفل، ذلك أن الجبهة الحارة تميل عن السطح الأفقي ناحية الهواء البارد الموجود في مقدمتها بحدود 0.5-1 درجة، مما يرفع الرطوبة النسبية للهواء البارد حتى درجة التشبع ناجماً عن ذلك تشكل الضباب، كما أن الضباب الجبهي يمكن أن يكون مرافقًا للجبهة الباردة عندما تكون ضعيفة بحيث تعجز عن تكوين الغيوم مرافقًا لها بذلك تشكل الضباب.

## عوامل مؤثرة في تكونه
- زيادة الرطوبة النسبية حتى تكون 100%
- وجود مرتفع جوي
- التلوث الناتج عـن احتراق الفحم، يساعد على تجمع هذا الغاز جمود الهواء عن الحركة، يمكن أن تكون ضارة للإنسان وبيئته ويزداد الضرر أكثر عندما يساعد الدخان على تكوين الضباب.
- المناخ
- المسطحات المائية، القرب والبعد عنها يؤثر على حدوث الضباب، فالمناطق القريبة من سطح البحر يتركز فيها الضباب أكثر بسبب معدلات التبخر الموجودة فهذه المنطقة وكثافة الماء الموجود فالهواء بعكس المناطق البعيدة من المسطحات المائية.
- المناطق الجبليه.. تؤثر المناطق الجبلية على حدوث الضباب حيث أن درجة الحرارة في المناطق الجبلية تكون أقل عن المناطق المنخفضة فيتكثف الهواء ويحدث الضباب في تلك المناطق.